# 椿直起
椿 直起（つばき なおき、2000年6月23日 - ）は、東京都練馬区出身のプロサッカー選手。Jリーグ・ジェフユナイテッド千葉所属。ポジションはミッドフィールダー。

## 経歴

### プロ入り前
ジュニアユースまでを横河武蔵野の下部組織で過ごし、ユースからは横浜F・マリノスに所属。年代別の代表にも選出される。2016年8月19日、2種登録選手としてトップチームに登録。
2017年3月24日、前シーズンから引き続き2種登録選手としてトップチームに登録。8月、棚橋尭士とともにマンチェスター・シティの練習に参加。同年10月、インドで開催されたU-17ワールドカップに出場。
2018年2月22日、3年連続で2種登録選手としてトップチームへの登録が発表された。2018シーズンは開幕前のキャンプからトップチームに帯同していた。10月2日、2019シーズンから山谷侑士とともにトップチームに昇格することが発表された。

### 横浜F・マリノス
2019年に横浜F・マリノスへ入団した。5月8日、Jリーグカップ第5節の北海道コンサドーレ札幌戦で途中出場からプロデビューを果たした。

### ギラヴァンツ北九州
2019年8月15日、同年J3所属のギラヴァンツ北九州に育成型期限付き移籍で加入した。チームがJ3優勝を果たしJ2昇格すると、2020年も育成型期限付き移籍が延長され、J2リーグ第2節以降連続で先発出場するようになる。7月29日、第8節徳島ヴォルティス戦でプロ初ゴールを記録。同シーズンはJ2リーグ第37節までに34試合に出場し、うち29試合で先発出場していた。

### メルボルン・シティ
2020年12月5日、J2リーグシーズン終了を待たず11月30日に期限付き移籍期間を終了し横浜FMへの復帰、および12月1日付でオーストラリアAリーグ・メルボルン・シティへ期限付き移籍したことが発表された。2021年5月16日、ウェリントン・フェニックス戦でAリーグでの初ゴールを記録。7月6日、期限付き移籍期間の満了によりメルボルン・シティを退団する旨がクラブから発表された。

### ギラヴァンツ北九州再加入
2021年7月12日、横浜F・マリノスもメルボルン・シティからの復帰を発表。それと併せて7月1日付でギラヴァンツ北九州に再び期限付き移籍することが発表された。再移籍後連続で先発出場していたが、3試合目となる8月22日ホーム町田戦前半43分で負傷交替。後日、左大腿二頭筋肉離れで全治8週間と診断され、その後8試合欠場したが、10月23日第35節アウェー大宮戦で後半開始から交替出場すると、大半は後半の交代出場ながら最終節まで8試合連続で出場した。

### 水戸ホーリーホック
2021年12月23日、同シーズン限りでの北九州への期限付き移籍期間満了と、2022シーズンからの水戸ホーリーホックへの期限付き移籍が発表された。

### ジェフユナイテッド市原・千葉
2022年12月2日、同シーズン限りでの水戸への期限付き移籍期間満了と、2023シーズンからのジェフユナイテッド市原・千葉への完全移籍が発表された。

## 評価
優れたスピードとドリブルでの突破を得意とし、クラブや代表の指導者からも「縦へ抜き去るのが彼の良さ。実際に彼がいると点が入るゲームは多い」「単独で縦に突破できる力のある選手。最後の切り札としても見込める」と評価されている。

## 所属クラブ
- 000000 - 2012年 横河武蔵野ジュニア (練馬区立大泉第二小学校)
- 2013年 - 2015年 横河武蔵野ジュニアユース (練馬区立関中学校)
- 2016年 - 2018年 横浜F・マリノスユース (鶴見大学附属高等学校)
  - 2016年 - 2018年  横浜F・マリノス (2種登録選手)
- 2019年 -  横浜F・マリノス
  - 2019年8月 - 2020年11月  ギラヴァンツ北九州（育成型期限付き移籍）
  - 2020年12月 - 2021年6月  メルボルン・シティ（期限付き移籍）
  - 2021年7月 - 12月  ギラヴァンツ北九州（期限付き移籍）
  - 2022年   水戸ホーリーホック（期限付き移籍）
- 2023年 -  ジェフユナイテッド市原・千葉

## 個人成績
| 国内大会個人成績 | 国内大会個人成績 | 国内大会個人成績 | 国内大会個人成績 | 国内大会個人成績 | 国内大会個人成績 | 国内大会個人成績 | 国内大会個人成績 | 国内大会個人成績 | 国内大会個人成績 | 国内大会個人成績 | 国内大会個人成績 |
| 年度             | クラブ           | 背番号           | リーグ           | リーグ戦         | リーグ戦         | リーグ杯         | リーグ杯         | オープン杯       | オープン杯       | 期間通算         | 期間通算         |
| 年度             | クラブ           | 背番号           | リーグ           | 出場             | 得点             | 出場             | 得点             | 出場             | 得点             | 出場             | 得点             |
| 日本             | 日本             | 日本             | 日本             | リーグ戦         | リーグ戦         | リーグ杯         | リーグ杯         | 天皇杯           | 天皇杯           | 期間通算         | 期間通算         |
| ---------------- | ---------------- | ---------------- | ---------------- | ---------------- | ---------------- | ---------------- | ---------------- | ---------------- | ---------------- | ---------------- | ---------------- |
| 2019             | 横浜FM           | 40               | J1               | 0                | 0                | 2                | 0                | 0                | 0                | 2                | 0                |
| 2019             | 北九州           | 29               | J3               | 5                | 0                | -                | -                | -                | -                | 5                | 0                |
| 2020             | 北九州           | 39               | J2               | 34               | 2                | -                | -                | -                | -                | 34               | 2                |
| オーストラリア   | オーストラリア   | オーストラリア   | オーストラリア   | リーグ戦         | リーグ戦         | リーグ杯         | リーグ杯         | FFA杯            | FFA杯            | 期間通算         | 期間通算         |
| 2020-21          | メルボルン・C    | 14               | Aリーグ          | 15               | 1                | -                | -                | -                | -                | 15               | 1                |
| 日本             | 日本             | 日本             | 日本             | リーグ戦         | リーグ戦         | リーグ杯         | リーグ杯         | 天皇杯           | 天皇杯           | 期間通算         | 期間通算         |
| 2021             | 北九州           | 39               | J2               | 11               | 0                | -                | -                | -                | -                | 11               | 0                |
| 2022             | 水戸             | 14               | J2               | 37               | 3                | -                | -                | 1                | 0                | 38               | 3                |
| 2023             | 千葉             | 14               | J2               | 24               | 2                | -                | -                | 1                | 0                | 25               | 2                |
| 2024             | 千葉             | 14               | J2               | 22               | 5                | 0                | 0                | 2                | 0                | 24               | 5                |
| 2025             | 千葉             | 14               | J2               |                  |                  |                  |                  |                  |                  |                  |                  |
| 通算             | 日本             | 日本             | J1               | 0                | 0                | 2                | 0                | 0                | 0                | 2                | 0                |
| 通算             | 日本             | 日本             | J2               | 128              | 12               | 0                | 0                | 4                | 0                | 132              | 12               |
| 通算             | 日本             | 日本             | J3               | 5                | 0                | -                | -                | -                | -                | 5                | 0                |
| 通算             | オーストラリア   | オーストラリア   | Aリーグ          | 15               | 1                | -                | -                | -                | -                | 15               | 1                |
| 総通算           | 総通算           | 総通算           | 総通算           | 148              | 13               | 2                | 0                | 4                | 0                | 154              | 13               |

- 2016年-2018年は2種登録選手（出場なし）

その他の公式戦
- 2023年
  - J1昇格プレーオフ 1試合0得点
- Jリーグ初出場 - 2019年9月7日 J3リーグ第22節 対FC東京U-23戦（味の素フィールド西が丘）
- Jリーグ初得点 - 2020年7月29日 J2リーグ第8節 対徳島ヴォルティス戦（ミクニワールドスタジアム北九州）

## タイトル

### クラブ
横浜F・マリノスユース
- 2018Jユースカップ 優勝[25]

ギラヴァンツ北九州
- 2019年J3優勝

## 代表歴
- U-16日本代表
  - COPA UC 2016（2016年)[26]
- U-17日本代表[27]
  - 国際ユースサッカーin新潟（2017年）[1]
  - 第24回バツラフ・イェジェク国際ユーストーナメント（2017年）[5]
  - 2017 FIFA U-17ワールドカップ（2017年）
- U-18日本代表
  - 第24回リスボン国際トーナメントU-18（2018年）[28]